# Daphne van Domselaar
Daphne van Domselaar (* 6. März 2000 in Beverwijk) ist eine niederländische Fußballtorhüterin. Die Torfrau steht derzeit bei Arsenal Women FC unter Vertrag und spielte 2022 erstmals für die niederländische Nationalmannschaft.

## Karriere

### Vereine
Daphne van Domselaar spielte in ihrer Jugend beim LSVV und später bei Telstar 1963. Am 13. Juni 2017 wurde sie vom FC Twente Enschede verpflichtet. Für ihren neuen Verein spielte sie erstmals am 22. Dezember 2017, als das Team in der Liga auf den SC Heerenveen traf. Am 3. Mai 2022 verlängerte sie ihren Vertrag bis Juni 2023.
Im Juni 2023 erhielt sie einen Dreijahresvertrag bei Aston Villa. Schon nach einem Jahr wechselte sie im Sommer 2024 zum Arsenal Women FC.

### Nationalmannschaft
Van Domselaar spielte zunächst für die niederländische U-15-Mannschaft, U-16-Mannschaft, U-17-Mannschaft, U-19-Mannschaft und U-23-Mannschaft. Im September 2020 wurde sie erstmals in die niederländische Nationalmannschaft berufen. Ihr erstes Spiel für die Nationalmannschaft absolvierte sie am 19. Februar 2022, als die Niederlande gegen Finnland antraten. Da sich die niederländische Stammtorhüterin Sari van Veenendaal bei der Fußball-Europameisterschaft der Frauen 2022 bereits im ersten Gruppenspiel verletzte, kam van Domselaar in allen Gruppenspielen sowie im Viertelfinale gegen Frankreich zum Einsatz, in dem die Niederländerinnen durch einen in der Verlängerung verwandelten Strafstoß ausschieden.
Auch im letzten Spiel der Qualifikation für die WM 2023 gegen Island stand sie im Tor, nun als Nummer-1, da Sari van Veenendaal nach der EM ihre Karriere beendet hatte. Durch ein Tor in der Nachspielzeit gewannen die Niederländerinnen mit 1:0 und qualifizierten sich damit für die WM-Endrunde.
Am 30. Juni 2023 wurde sie für die Endrunde nominiert, kam in jedem der fünf Spiele ihres Teams zum Einsatz und schied mit ihrer Mannschaft im Viertelfinale gegen die Spanierinnen nach Verlängerung aus.
Sie wurde auch für die EM-Endrunde 2025 nominiert. Dort kam sie in den drei Gruppenspielen zum Einsatz, nach denen die Niederländerinnen ausschieden.

## Erfolge
- Eredivisie: 2018/19, 2020/21, 2021/22[14]
- Eredivisie-Cup: 2019/20,[15] 2021/22[16]
- Niederländischer Supercup: 2022[17]
- UEFA-Women’s-Champions-League-Siegerin mit Arsenal: 2025